# Sclerotheca forsteri
Sclerotheca forsteri är en klockväxtart som beskrevs av Emmanuel Drake del Castillo. Sclerotheca forsteri ingår i släktet Sclerotheca och familjen klockväxter. Inga underarter finns listade i Catalogue of Life.